# آسولام
آسولام (به انگلیسی: Asulam) با فرمول شیمیایی C8H10N2O4S یک ترکیب شیمیایی با شناسه پاب‌کم ۷۹۳۷ است؛ که جرم مولی آن ۲۳۰٫۲۴۱ گرم بر مول می‌باشد.